# Leucania camuna
Leucania camuna är en fjärilsart som beskrevs av Turati 1915. Leucania camuna ingår i släktet Leucania och familjen nattflyn. Inga underarter finns listade i Catalogue of Life.